# Wake Me Up (песня Girls Aloud)
«Wake Me Up» (с англ. — «Разбуди меня») — восьмой сингл британской поп-группы Girls Aloud, и четвёртый сингл со второго альбома группы What Will the Neighbours Say.

## Список композиций

### CD 1
1. Wake Me Up — 3:27

2. I’ll Stand by You [Gravitas Vocal Dub Mix Edit] — 6:26

### CD 2
1. Wake Me Up — 3:27

2. Wake Me Up [Tonys Lamezma’s «Love Affair»] — 7:01

3. History — 4:37

4. Wake Me Up [Video]

5. Wake Me Up [Karaoke Video]

6. Wake Me Up [Game]

### Виниловыйсингл
1. Wake Me Up- 3:27

2. Loving Is Easy — 3:01

3. Wake Me Up [Gravitas Club Mix] — 5:29

## Музыкальное видео
Видео «Wake Me Up» снимал режиссёрский дуэт Харви и Кэролайн. Видео открывает Сара Хардинг в мотоциклетном шлеме, её лицо поочередно сменяется лицами всех остальных солисток. Далее девушки во весь опор мчатся на мотоциклах по пустыне. Не снижая скорости, солистки наклеивают поддельные татуировки, красят ногти, сушат феном волосы. В середине видео они останавливают байки и танцуют рядом с ними, но затем снова отправляются в путь.

## Оценки
13 место в списке 20 лучших песен Girls Aloud по версии газеты The Guardian.

## Позиции вчартах
| Чарты (2005)   | Позиция занятое место |
| -------------- | --------------------- |
| Великобритания | 4                     |
| Ирландия       | 6                     |

## Авторы
- Миранда Купер
- Брайан Хиггинс
- Лиза Коулинг
- Тим Пауэлл
- Элисон Кларксон

## Состав
- Шерил Коул
- Кимберли Уолш
- Сара Хардинг
- Никола Робертс
- Надин Койл